# Oliver Tompsett
Oliver Tompsett (Abingdon-on-Thames, 25 agosto 1981) è un attore e cantante britannico, noto soprattutto come interprete di musical a Londra.

## Biografia
Dopo gli studi all'Arts Educational School di Londra, Oliver Tompsett ha fatto il suo debutto sulle scene londinesi nel 2002 nel musical Our House al Cambridge Theatre di Londra. L'anno successivo ha recitato nel musical Mamma Mia!  e sempre nel 2003 ha recitato nell'operetta Kismet all'Arcola Theatre. Nel 2006 ha recitato nel dramma di Peter Shaffer La grande strage dell'impero del sole al National Theatre per la regia di Trevor Nunn e nello stesso anno si è unito al cast della produzione londinese del musical Wicked, in cui ha interpretato il protagonista maschile Fiyero per tre anni e mezzo prima di essere rimpiazzato da Lee Mead.
Nel 2011 si è unito al cast della prima londinese di Rock of Ages, in cui ha continuato a recitare fino al settembre 2012, quando si è unito al cast di We Will Rock You al Dominion Theatre. Nel 2016 ha rimpiazzato Jamie Parker in Guys and Dolls al Phoenix Theatre, in cui ha recitato accanto a Rebel Wilson; è tornato a recitare nel ruolo del protagonista del musical nella produzione israeliana in scena al teatro dell'opera di Tel Aviv. Nell'autunno dello stesso anno ha recitato nella prima britannica del musical Disaster, mentre nel 2019 è tornato sulle scene del West End con il musical & Juliet con Miriam-Teak Lee, Cassidy Janson e David Bedella, musical con cui ha esordito anche a Broadway nel 2024.

## Filmografia
- Show Dogs - Entriamo in scena (Show Dogs), regia di Raja Gosnell (2018)